# New York City Marathon 2015

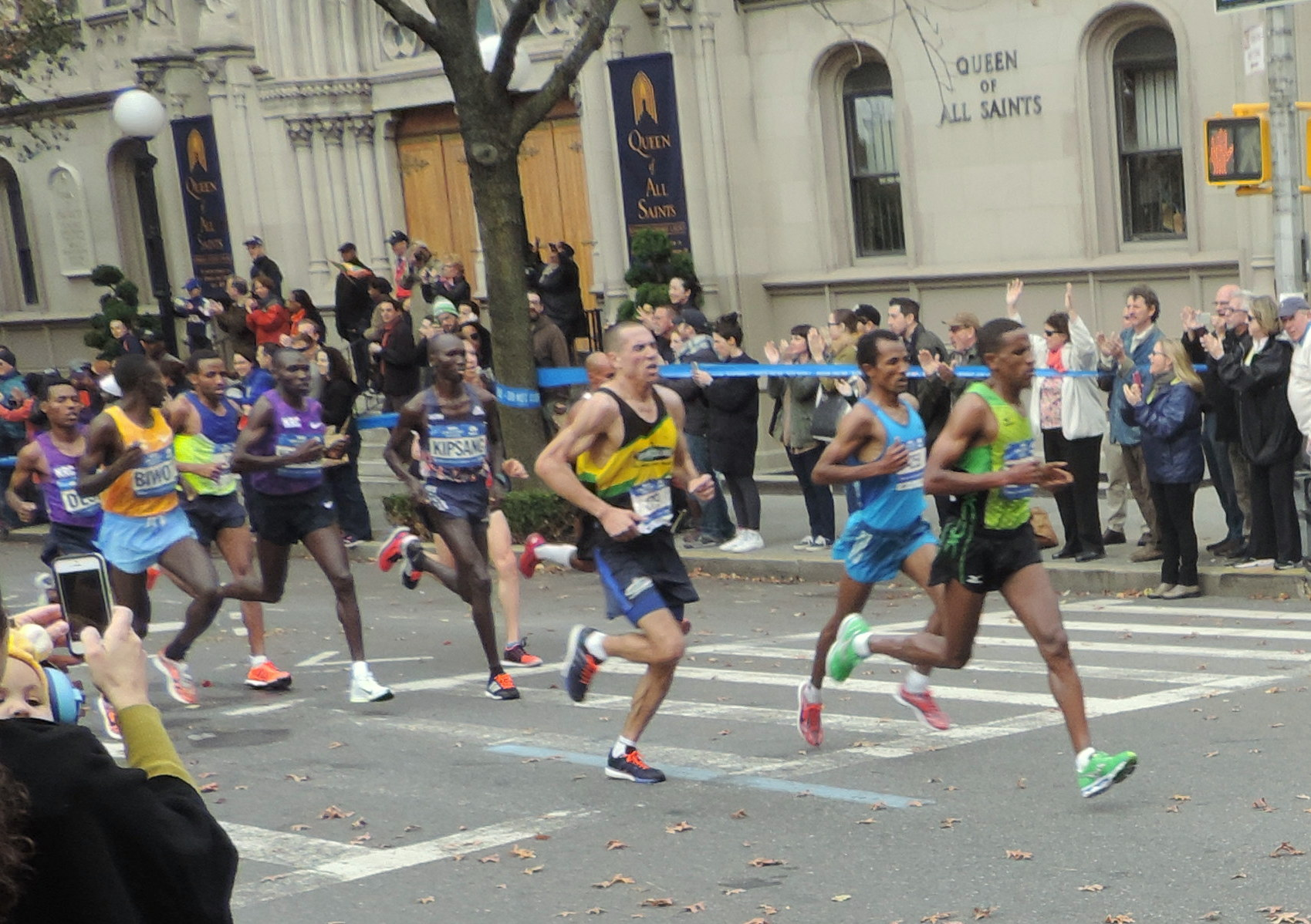
Kopgroep loopt over de Vanderbilt Avenue.

De New York City Marathon 2015 werd gelopen op zondag 1 november 2015. Het was de 45e editie van deze marathon. Het evenement werd gesponsord door Tata Consultancy Services. Er namen 49.312 deelnemers mee, hetgeen iets minder was dan de vorige editie.
De wedstrijd bij de mannen werd gewonnen door de Keniaan Stanley Biwott in 2:10.34. Hij werd gevolgd door zijn landgenoot Geoffrey Kamworor die in 2:10.48 over de finish kwam. Mary Keitany uit Kenia won de wedstrijd bij de vrouwen in 2:24.25. Zij versloeg hiermee de Ethiopische Aselefech Mergia, die in 2:25.32 finishte.

## Uitslagen

### Mannen
| rang   | naam               | land | tijd    |
| ------ | ------------------ | ---- | ------- |
| Goud   | Stanley Biwott     | KEN  | 2:10.34 |
| Zilver | Geoffrey Kamworor  | KEN  | 2:10.48 |
| Brons  | Lelisa Desisa      | ETH  | 2:12.10 |
| 4      | Wilson Kipsang     | KEN  | 2:12.45 |
| 5      | Yemane Adhane      | ETH  | 2:13.24 |
| 6      | Yuki Kawauchi      | JPN  | 2:13.29 |
| 7      | Meb Keflezighi     | USA  | 2:13.32 |
| 8      | Craig Leon         | USA  | 2:15.16 |
| 9      | Birhanu Dare       | ETH  | 2:15.40 |
| 10     | Kevin Chelimo      | KEN  | 2:15.49 |
| 11     | Andrea Lalli       | ITA  | 2:17.12 |
| 12     | Juan-Luis Barrios  | MEX  | 2:18.06 |
| 13     | Diriba Yigezu      | ETH  | 2:19.22 |
| 14     | Abebe Negash       | ETH  | 2:20.30 |
| 15     | Tim Chichester     | USA  | 2:21.27 |
| 16     | Nicholas Arciniaga | USA  | 2:22.07 |
| 17     | Khalid En Guady    | MAR  | 2:23.13 |
| 18     | Carmine Buccilli   | ITA  | 2:23.48 |
| 19     | Abu Diriba         | ETH  | 2:24.30 |
| 20     | Kojo Kyereme       | ENG  | 2:26.17 |

### Vrouwen
| rang   | naam                     | land | tijd    |
| ------ | ------------------------ | ---- | ------- |
| Goud   | Mary Keitany             | KEN  | 2:24.25 |
| Zilver | Aselefech Mergia         | ETH  | 2:25.32 |
| Brons  | Tigist Tufa              | ETH  | 2:25.50 |
| 4      | Sara Moreira             | POR  | 2:25.53 |
| 5      | Christelle Daunay        | FRA  | 2:26.57 |
| 6      | Priscah Jeptoo           | KEN  | 2:27.03 |
| 7      | Laura Thweatt            | USA  | 2:28.23 |
| 8      | Jeļena Prokopčuka        | LAT  | 2:28.46 |
| 9      | Anna Incerti             | ITA  | 2:33.13 |
| 10     | Caroline Rotich          | KEN  | 2:33.19 |
| 11     | Cassandra Fien           | AUS  | 2:38.53 |
| 12     | Teresa Mcwalters         | USA  | 2:40.37 |
| 13     | Marisol-Guadalupe Romero | MEX  | 2:41.50 |
| 14     | Beverly Ramos            | PUR  | 2:41.56 |
| 15     | Chang-Qin Ding           | CHN  | 2:44.02 |
| 16     | Caroline Wostmann        | RSA  | 2:44.26 |
| 17     | Hilary Corno             | USA  | 2:45.53 |
| 18     | Clare Geraghty           | AUS  | 2:49.19 |

1970 ·
1971 ·
1972 ·
1973 ·
1974 ·
1975 ·
1976 ·
1977 ·
1978 ·
1979 ·
1980 ·
1981 ·
1982 ·
1983 ·
1984 ·
1985 ·
1986 ·
1987 ·
1988 ·
1989 ·
1990 ·
1991 ·
1992 ·
1993 ·
1994 ·
1995 ·
1996 ·
1997 ·
1998 ·
1999 ·
2000 ·
2001 ·
2002 ·
2003 ·
2004 ·
2005 ·
2006 ·
2007 ·
2008 ·
2009 ·
2010 ·
2011 ·
2012 · 
2013 ·
2014 ·
2015 ·
2016 ·
2017 ·
2018 ·
2019 ·
2020 · 
2021 ·
2022 ·
2023 ·
2024